# Luyt Wortel
Luyt Wortel (gestorben nach 1650) war eine niederländische Witwe, die wegen ihrer Teilnahme am „Culemborg-Frauenaufstand“ strafrechtlich verfolgt wurde.

## Leben
Luyt Wortel war mit Adriaen Wortel verheiratet und hatte, so weit bekannt, einen Sohn und zwei Töchter. Als sie im August 1650 wegen ihrer Teilnahme an den Unruhen verhaftet wurde, die als der „Culemborg-Frauenaufstand“ in die Geschichte eingingen, war sie bereits verwitwet. Sie wurde zur Verbannung aus der Stadt und Grafschaft Culemborg verurteilt, doch Graf George Frederik van Waldeck-Pyrmont begnadigte sie.
Die Unruhen gingen auf die allgemeine und verpflichtende Einführung eines Mühlkarrens zurück. Nach dem alten Mühlenzwangsgesetz mussten die Einwohner von Culemborg ihr Getreide in einer der drei Mühlen von Culemborg mahlen lassen. Dafür bezahlten die Wohlhabenderen einen Penny pro Scheffel für das Abholen und Ausliefern des Getreides, während andere den Transport selbst organisierten. Das Mahlgeld erhielten die Müller von ihren Kunden in Naturalien: Diesen „Mulster“, das Mühlgeld schöpften die Müller selbst aus den Getreidesäcken. Nachdem eine berechtigte Beschwerde beim Magistrat im Frühjahr 1650 eingegangen war, dass die Müller zu großzügig den Mulster aufschaufelten, wurde am 30. April 1650 beschlossen, dass es von nun an einen Mühlkarren geben würde, den jeder benutzen müsse. Um sicherzustellen, dass es nicht zu Missverständnissen hinsichtlich des Gewichts komme, wurden die Säcke vor und nach dem Mahlen gewogen. Das Mehl wurde dann wieder nach Hause geliefert. Hierfür musste man einen Stuiver pro Scheffel bezahlen, für Arme war der Transport kostenlos.
Es kam bereits am 2. Mai zu ersten Unruhen und einige Frauen protestierten, weil sie dem Müller nun nicht nur den Mulster, sondern auch noch ein Pfund Pollen (bestäubtes Mehl) pro Scheffel abgeben mussten. Der Magistrat wiederholte die Aufforderung, dass der Mühlenkarren benutzt werden müsse, doch es bildete sich vor dem Rathaus ein Aufruhr von Frauen, der außer Kontrolle geriet, als eine von ihnen verhaftet wurde. Der Aufruhr wurde später von Nicolaes Bosch, als siebenjähriger Zeuge beschrieben. Ebenfalls von Maria van Bornbergen, die über den Vorfall an ihren Bruder in einem Brief berichtete. Die Frauen schlossen sich zusammen, banden eine blaue Schürze an einen Stock, diese diente als Banner und daher kam auch der Name „Blaawlap“ als Spitzname für einen Culemborger, nahmen einen Kessel als Trommel und zogen in Gruppen zum Rathaus, wo der Magistrat sich versammelt hatte. Maria van Bornbergen schrieb dazu: „Wenn es ihnen gelungen wäre, diese Tür zu öffnen, hätten sie diese Herren vernichtet“. Die Bevölkerung forderte die Freilassung der Frauen und die Abschaffung des Mühlkarrens. Beiden Forderungen wurde am 6. Mai 1650 stattgegeben.